# 移動販売

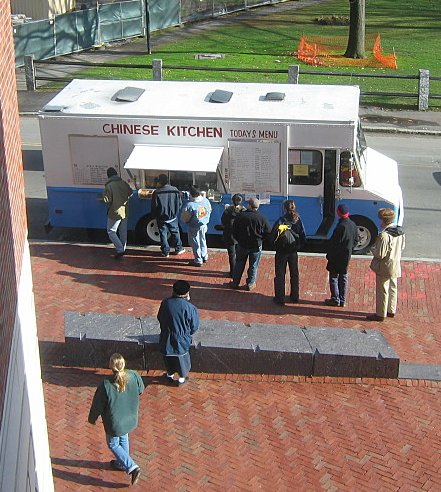
中華料理の移動販売車（ハーバード大学にて）

移動販売（いどうはんばい）は、特定の店舗（固定店舗）を持たない販売形態。自動車などで商品を運び常設の店舗以外で販売を行う。無店舗販売の一種であり行商もこの一種である。
住宅街やオフィス街、駅前、イベント会場など需要の見込まれる地域で行われるほか、小売店が存在しないまたは極めて少ない過疎地などの買い物難民（買い物弱者）対策として導入される例もある。

## 概要
移動販売は常設の小売店舗を設けず、トラック等の車両に商品を積載して、移動しながら商品を販売する無店舗販売の方法である。個々の住宅やオフィスに赴くのは訪問販売、顧客から注文を受けて商品を届けるのは配達・配送と呼ぶことが多い。近年では常設店舗を拠点として、近隣地域を巡回する移動販売も行われている。
扱われる商品は野菜類、果物類、魚介類その他食品、雑貨、衣料などである。軽食や弁当を売る屋台（軽トラックも含む）などもある。低価格の商品が多く、基本的に売り切りで現物・現金取引である。
移動式の利点を活かして大規模商業施設や小売店舗に近接して店を開き、通行客などを相手に商売を行う、いわゆる「こばんざめ商法」がとられることもある。
2020年のCOVID-19禍以降、緊急事態宣言及びまん延防止等重点措置の発令により人足が減ったことで小売りや飲食店など苦境に陥っているが、飲食店はキッチンカーによる販売へシフトしたことで危機を回避しており、この動きは自転車修理、布団販売店、衣料品販売店、靴販売店、花屋など他業種へも広がっている。2000年以降、大型のロードサイドの郊外店が台頭したことで本来地域にあった小売業は廃業など衰退を余儀なくされているが、店舗が集約され利便性が向上するものの遠方になったことで急な故障などに対応することが難しく、持ち込むことなども不便となっており、この隙間を埋めることができる移動販売店の需要が伸びている。固定店に比べ経費が低く済むことで安価でサービスを提供することが可能となり、SNSを利用し宣伝を行うため宣伝費も掛からず、各種販売店を取り纏めるプラットフォーマーが起業したことや、プラットフォーマーによる位置情報を提供する携帯アプリが開発されたことなどが寄与している。

## 日本の移動販売

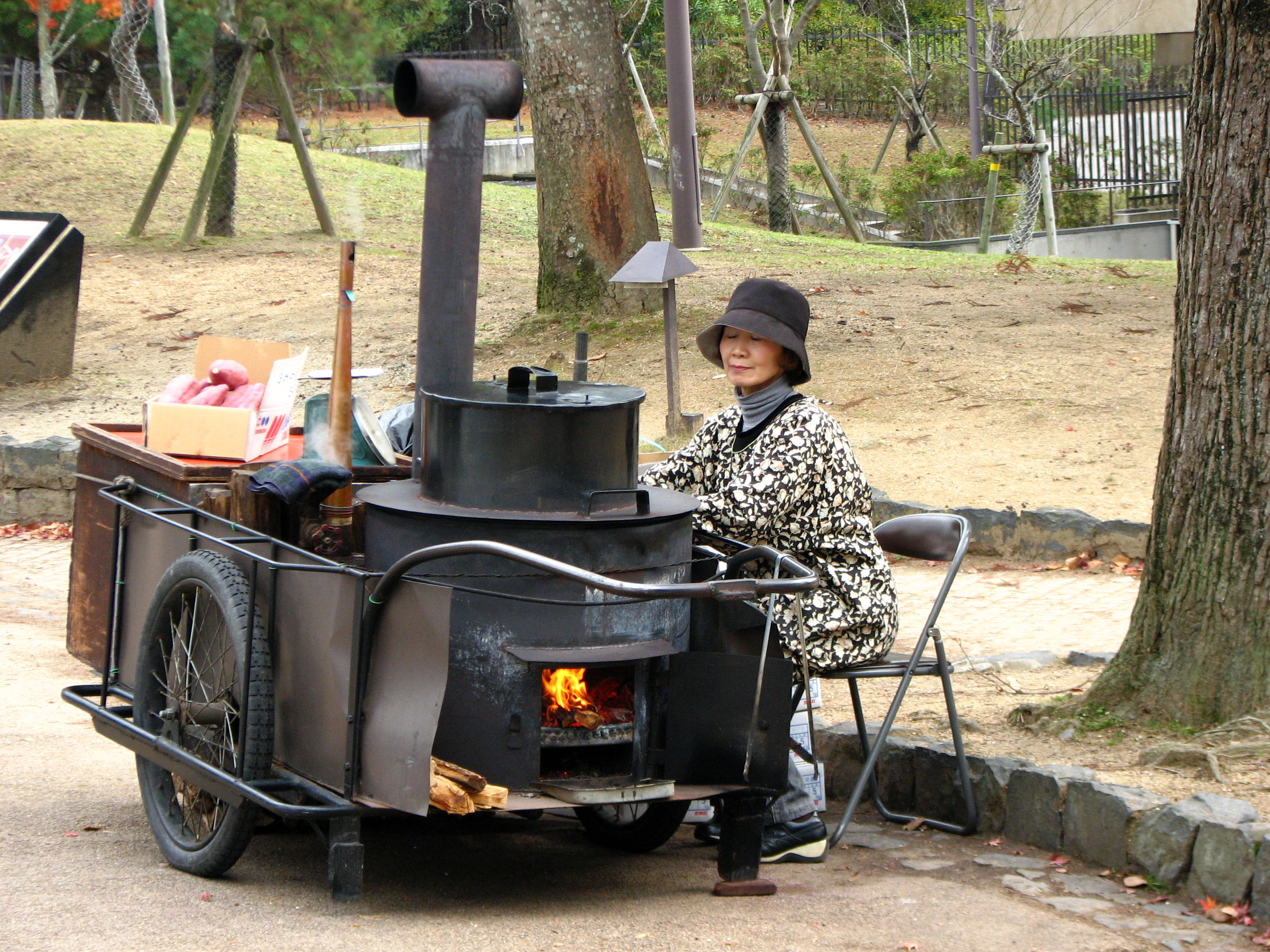
リヤカーに専用釜を積んだ石焼き芋売り

移動販売の手法は江戸時代以前より存在していた。江戸などの屋台や、村々を回った行商人を含め歴史は長い。
個人による経営によるものや、移動スーパーを運営する「とくし丸」などのようにフランチャイズ方式による業者もある。
かつては駅前やアーケード街の通りで、たこ焼き、ラーメンといった軽食や雑貨・アクセサリーなどを販売する業者が珍しくなかった。その後、路上占有規制の強化や臭気・排水に対する近隣住民などの苦情などが原因で、近隣の認可が取れた特定地域以外で営業する業者は減少した。また食品を調理販売する際は保健所の許可が必要なため、食品衛生面での規制という課題もある。なお、食品類を販売する場合には食品衛生法や条例に基づく許可が必要になり、調理を伴う場合には所要の設備を備えることが条件となり（キッチンカー#日本参照）、調理を伴わない場合は販売される食品類が予め包装されたものに限るなどの条件がある。
道路運送車両法の面では、設備類を車内に固定し「移動販売車」として特種用途自動車登録されているものと、トラック（軽トラックを含む）に着脱可能な調理スペース（コンテナ）を積むことで貨物自動車のまま登録されているものがある。

### 主に扱われる商品

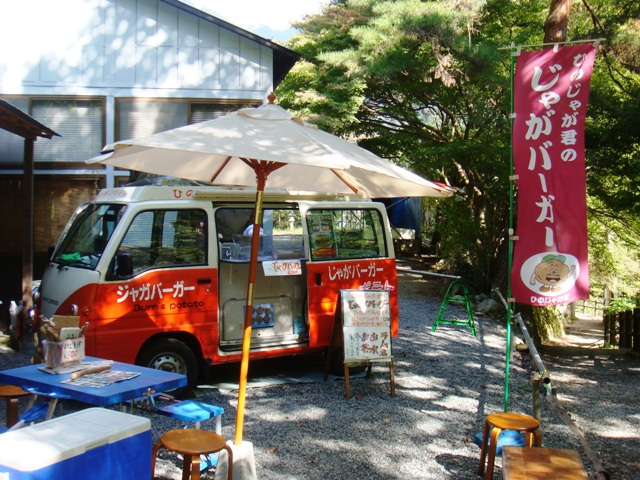
じゃがバーガー

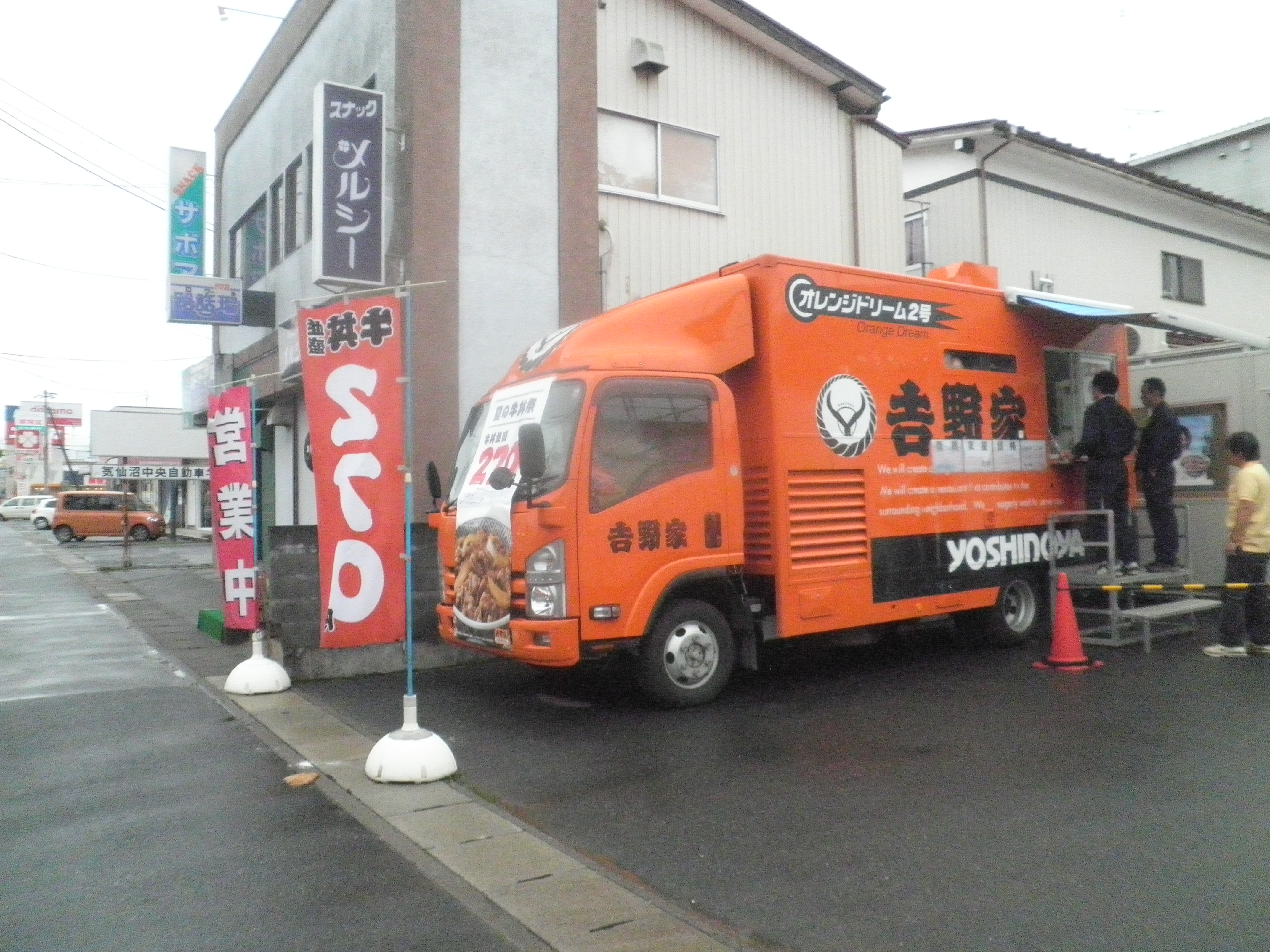
吉野家 オレンジドリーム号

弁当類
平日のオフィス街や官庁街、工業団地、倉庫街などでは、そこで働く労働者等を対象に昼食が販売されている。
軽食類
日本では石焼き芋（主に冬季）や蕨餅（主に夏季）が代表的である。近年ではメロンパン、いか焼き、コロッケ、ホットドッグ、ケバブ、ラーメン、焼き鳥、たこ焼き、クレープ、ソフトクリームなど品目が多様化している。住宅街の他、商店街やビジネス街、ショッピングセンターの店内入り口前等で販売されることも多い。イベント会場へのケータリングを兼ねることがある。
食料品
住宅街を中心に、豆腐や惣菜、パン、牛乳、産地直送の野菜・鮮魚・鶏卵などが販売されている。高齢化や買い物難民の増加による新たな需要も生じている。
灯油
住宅街を中心に、冬季に巡回販売が行われる。1990年代以降に急増。閉めきった住宅の中でも聴こえるように、規制違反の音量で音楽を流す営業が常態化しており、騒音問題となっている。
物干しざお
金物店が配達の道すがらに販売することもあるが、一部の悪徳業者による竿竹商法などトラブルになることもある。

### 軽トラ市
軽トラ市とは、軽トラックの荷台を店舗に見立てた臨時の市場であり、商店街の駐車場やパーキングエリアなどに移動販売車が集結し、食品や地方の特産品を販売する目的で催されるイベントの一種である。2005年に雫石町で地域活性化を目的として始められ、全国的な広がりを見せている。

### 移動スーパーマーケット・移動コンビニ

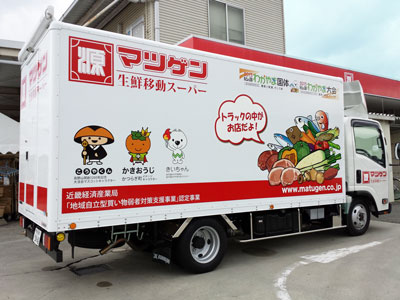
和歌山県のスーパー松源の「マツゲン生鮮移動スーパー」(2014年)。

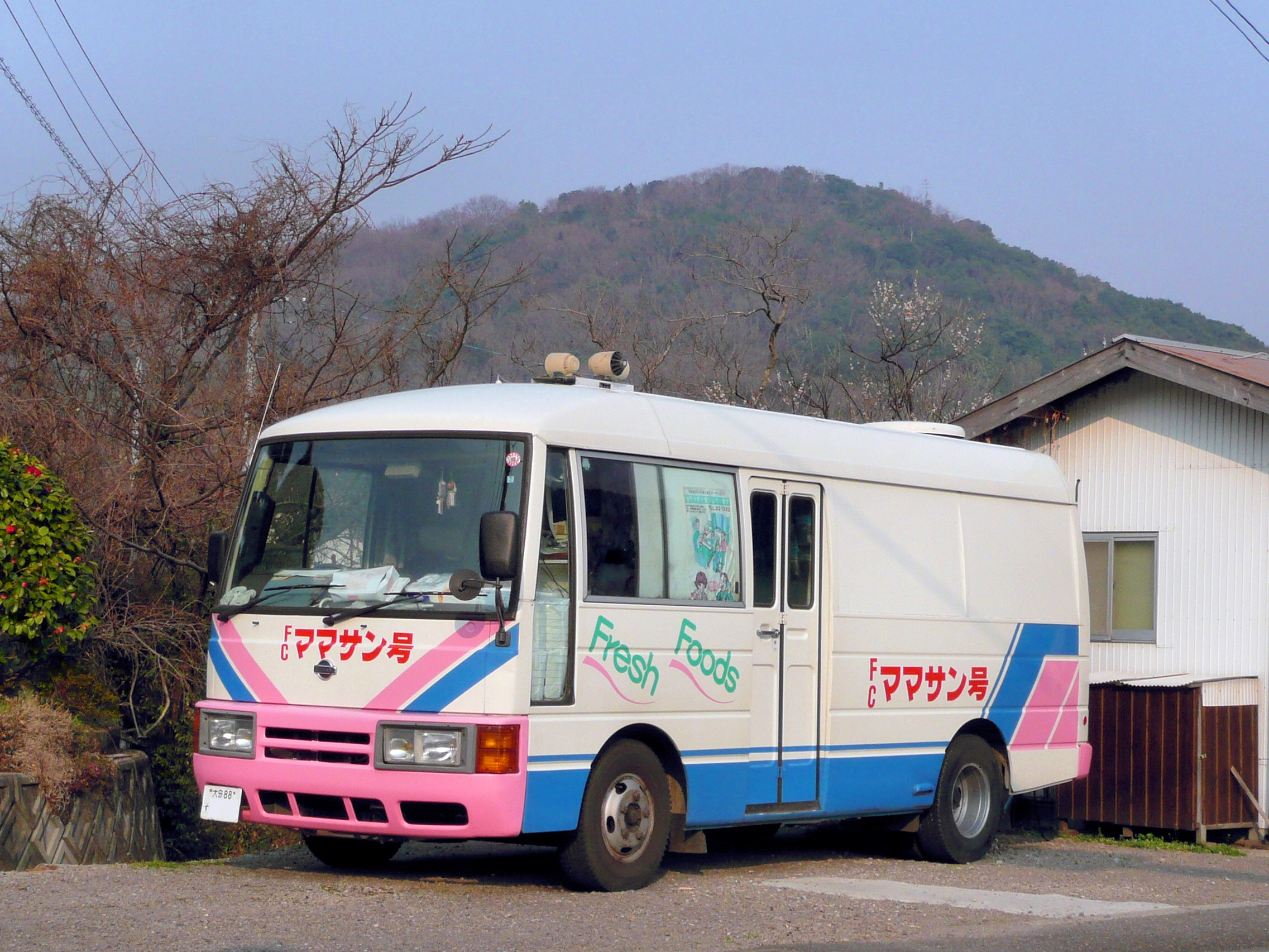
九州の移動スーパー「寿屋ママサン号」。

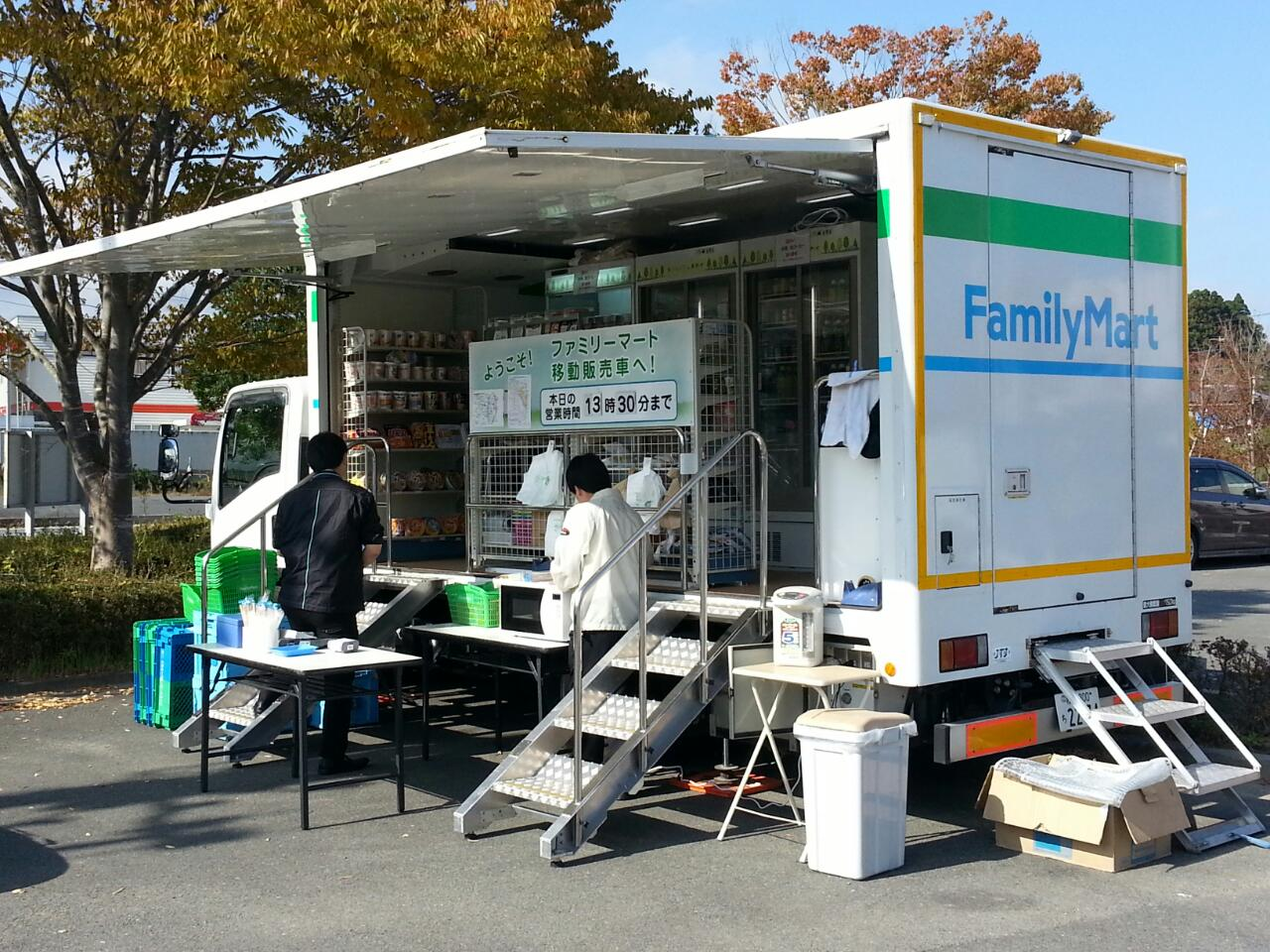
ファミリーマート南相馬小高店の「ファミマ号」（2013年）。

高度経済成長の頃は、人口増加や都市の広域化に対しスーパーが足りていない地域への対応として重宝されていた。
同時期、大都市圏郊外ではベッドタウンや団地の造成が急激に進んだ。居住人口の激増に対して、既存の商店街やスーパーマーケット、百貨店などが需要を吸収できない事態が各地で発生するようになった。そこで産み出されたのか、移動スーパーである。マイクロバスや小型トラック、軽トラックを改造し、鮮度保持用のショーケースを並べ、多様な食品や雑貨を扱った。このため「移動スーパーマーケット」と呼ばれるようになった。
1980年代～90年代に入ると、モータリゼーションの発展、郊外スーパーの進出、エリア内に店舗を併設した大規模住宅団地の開発増加、コンビニエンスストアの定着など店舗の充実により買い物に不自由しなくなり、移動スーパーの需要は薄れた。
ところが特に2000年代に入ると、いわゆる｢買い物難民｣問題の広域化から移動スーパー/コンビニが見直されることとなった。この頃は全国的に郊外ロードサイド大規模スーパーが飽和状態となった一方で、既に地方山村部等では少子高齢化・人口流出で過疎化が深刻化していた。結果、過疎地域の住宅地で細々と営業していた店舗が経営難や店主の高齢化などによって廃業したほか、公共交通網の減便や消失が広がった。自家用車を運転できなくなったり駅やバス停まで歩けなくなった高齢者や障害者が孤立するなど、交通の不便が極まって買い物に出掛けることが難しくなった人が増えた。それどころか最悪の場合だと、焼畑商業によってその地方都市中心部ですら店舗・商店街の閉鎖や郊外化・シャッター街化が相次いでおり、東京23区ですら高島平団地で問題が表面化した。21世紀日本では、商業地域を外れれば｢いつ、誰が買い物難民に陥ってもおかしくない｣状況になりつつある。
買い物難民対策として復活した移動スーパーは、地元で営業している個人商店やスーパーマーケット、生活協同組合のほか、大手コンビニチェーンも参入している。多くは巡回する日時を決めて、集落にある空き地や特定の民家の軒先に乗り付けて販売を行う。路線バスが減便・撤退したなど交通手段の限られた限界集落に住む高齢者にとって、今や商品の貴重な入手手段となっており、自治体が移動販売の導入を要請・支援するケースも多い。

### 拡声器騒音問題
スピーカー（拡声器）を使用する巡回販売については騒音のトラブルが多い。拡声器による商業宣伝については、1989年（平成元年）の旧環境庁の通達により、各都道府県に条例によって音量や使用方法の規制が設けられている。一般に、住居地域では音量が55ないし60デシベルまでとなっており、学校、病院等の周辺でのスピーカーの使用は禁止である。
住宅街を巡回する移動販売車（とりわけ大音量の灯油の巡回販売等）や廃品回収車はほとんどが規制に抵触しているが、対象が移動車両であり確保や音量測定が困難なこと、商業拡声器の規制が認知されていないこと、住民・地元自治会の苦情や行政の指導に従わない業者が多いこと、苦情や注意・指導を受けても単に当該地域のみの巡回を取りやめたり、別の地域に移動してしまうだけであること、日本においては拡声器の使用に比較的寛容な風土があり、近隣に利用客がいると騒音被害を訴えにくいことなどから、ほぼ野放しとなっているのが実状である。このような住宅街で拡声器を使用する巡回販売は諸外国には見られず、選挙カーとあわせて、日本特有の奇妙な事象のひとつとして紹介されることも多い。
環境省発表によると、2009年度の拡声機に係る苦情は対前年度で27.7%増加している。
以下に自治体への騒音苦情と対応の例を示す。
- 堺市 - 拡声器による騒音について
- 名張市 - 灯油販売車両による騒音

## アメリカの移動販売

### 名称
食事を提供する移動販売は、キッチンカーのほか、トラックフード（Truck Food）やフードトラック（Food Truck）、ランチワゴン（Lunch Wagon）などと呼ばれている。

### 各都市の移動販売
アメリカ・ニューヨークのマンハッタンでは、ウィーン風カツレツ、マカロン、アイスクリーム、カップケーキ、ペイストリーなど多様なグルメ屋台が移動販売を行っている。アイスクリームトラックによるアイスクリーム（ソフトクリーム）販売は、Mister Softeeが最大手。
オレゴン州ポートランドはキッチンカーのメッカとなっており、フードライターのアーロン・ワカマツによるとポートランドには500を超えるフードカートがあるという。フードカートにはベルギー、中国、キューバ、エチオピア、ジャマイカ、日本、韓国、メキシコ、スイス、台湾、タイ、南アジア、ハワイなど様々な地域名が掲げられており多様な料理が提供されている。

## イギリスの移動販売

### 食品販売
食品販売のうち特に古いアイスクリーム移動販売車では、冷蔵設備を稼動させるためにディーゼルエンジンを動かし続ける必要があるが、ブラックカーボンなどの有害な排出物の発生が問題になっており、一部の都市では旧式のアイスクリーム移動販売車の使用を禁止もしくは罰金の対象にすることが検討されている。

### ペット販売の禁止
イギリスでは1951年ペット動物法が制定されており、第2条で道路、公共の場所、市場の荷車等でのペット販売を禁止し、違反した場合、第5条で3月を超えない収監か500ポンドを超えない罰金、あるいはその両方を科せられることになっている。